# Trio magique

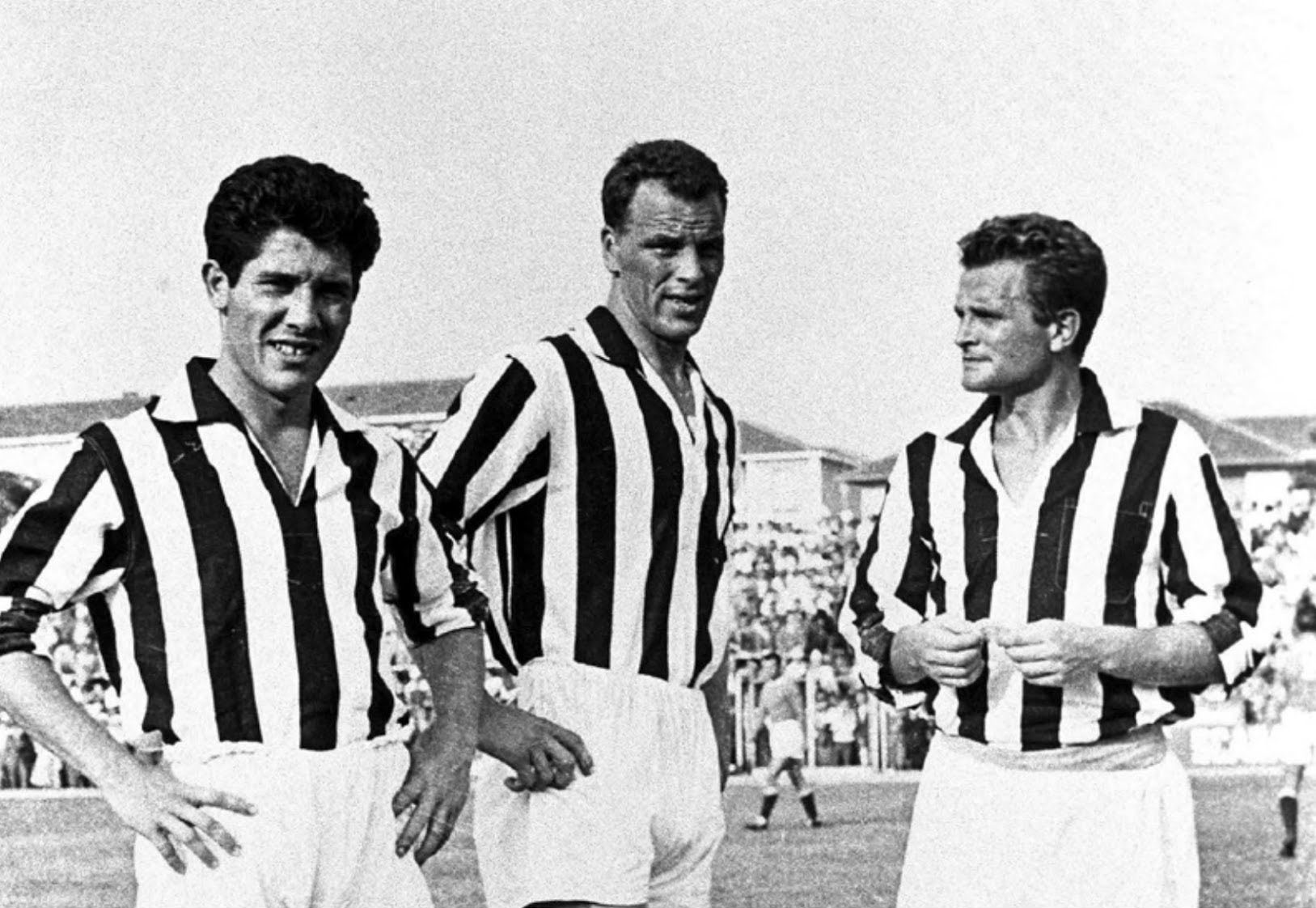
Le Trio magique du bianconeri : Sivori, Charles et Boniperti.

Le Trio magique (en italien : le Trio Magico), aussi appelé le Trio Boniperti-Charles-Sivori, est un célèbre trio d'attaquants de l'équipe italienne de football la Juventus Football Club à la fin des années 1950, composé de l'Italien Giampiero Boniperti, du Gallois John Charles et de l'Italo-Argentin Omar Sívori.
Le trio guida le club de Turin à la victoire de trois championnats d'Italie et de deux coupes d'Italie entre 1958 et 1961, remportant par la même occasion le « scudetto de la première étoile », conquis durant la saison 1957-58. Après la retraite de joueur de Boniperti et le retour de Charles (plus tard nommé par la FAW meilleur footballeur gallois de la période 1954-2003) à Leeds United, Sívori remporta seul la coupe d'Italie 1965 lors de sa dernière saison sous le maillot bianconero.

## Historique
« Dans cette équipe, il y avait la puissance galloise de John, la fantaisie argentine de Sívori et la sagesse tactique italienne de Boniperti. »

— Mario Gherarducci, Corriere della Sera, 23 décembre 2001.
Après les succès en championnat de la Juventus au début de la décennie 1950 avec un trident d'attaque composé de Boniperti et des deux Danois John et Karl Hansen, le football italien est alors dominé par un trio suédois, le « Gre-No-Li ».
Avec l'arrivée à la tête de la Vieille Dame de l'entrepreneur Umberto Agnelli, élu président à 22 ans lors de l'été 1955, le club affirme sa volonté de se réimposer sur la scène italienne.
Le club achète en 1957 au club argentin du River Plate l'attaquant Omar Sívori pour la somme de 160 mille lires. Sívori avait un an auparavant remporté la Copa América 1957 en sélection argentine avec le trio (avec Humberto Maschio et Antonio Valentín Angelillo) surnommé « Les anges avec les visages sales » (en espagnol : Los Ángeles de la Cara Sucia), ainsi que deux championnats argentins consécutifs (1955 et 1956) avec les millionarios.
John Charles, « Le Bon Géant » (anglais : The Good Giant), meilleur buteur 1957 en Angleterre avec Leeds United (38 buts), fut quant à lui acheté pour la somme de 65 000 £.
Ensemble avec d'autres joueurs comme le gardien Carlo Mattrel, le milieu Rino Ferrario ou l'ailier Gino Stacchini, la Juventus remporte tout d'abord le titre de champion de Serie, le « scudetto de la première étoile » en 1958 avec Sívori et Charles (meilleur buteur du championnat) faisant partie des trois plus grands buteurs du championnat avec 22 et 28 buts respectivement pour un total de 96 buts pour le club en 43 matchs à la fin du tournoi. 
Le Juventus remporte ensuite la Coppa Italia 1958-59 lors de la saison suivante, et finit à la 3e place du championnat, avec un total de 106 buts en 45 matchs.
En 1960 et ce pour la première fois de son histoire, le club piémontais réalise le doublé Championnat-Coupe, avec un total de 120 buts inscrits en 54 matchs. C'est Sívori qui, à son tour, finit meilleur buteur du championnat.
Lors de la saison 1960-61, le club remporte son 12e titre de champion d'Italie, et finit sa saison avec un total de 87 buts marqués en 41 parties. Au cours de cette saison, le capitaine bianconero Giampiero Boniperti met un terme à sa carrière.
Le 12 décembre 1961, Sívori devient le premier joueur de la Juventus et de Serie A à être élu Ballon d'or.

## Palmarès du Trio magique
- Championnat d'Italie 1957-1958
- Coupe d'Italie 1958-1959
- Championnat et coupe d'Italie 1959-1960
- Championnat d'Italie 1960-1961